# Daniel Hendler
Daniel Hendler (Montevideo, 3. siječnja 1976.) urugvajski je filmski, kazališni i televizijski glumac, redatelj i scenarist poljskog podrijetla. Glumi uglavnom u argentinskim filmovima te živi i radi u Argentini. Najpoznatiji je po ulogama u filmovima Morsko dno, Obiteljski zakon i Faza 7. Osim što aktivno glumi na argentinskoj strani La Plate, glumio je i u nekoliko urugvajskih filmova. Dobio je državni nagradu za najboljeg filmskog glumca. Za svoju ulogu u filmu Izgubljeni zagrljaj dobio je Srebrnog medvjeda za najboljeg glumca na Berlinskom međunarodnom filmskom festivalu 2004. godine. To je najvrjednija i najprestižnija filmska nagrada koju je dobio u svojoj karijeri. Prvi film koji je režirao i za kojeg je napisao sinopis bio je Norbertov rok iz 2010. godine. Dio je generacije urugvajskih glumaca koji su se proslavili ulogama u filmovima kao što je 25 Watts te je član glumačkog pokreta Nova argentinska kinematografija.

## Životopis
Daniel Hendler rođen je u Montevideu 1976. godine. Odrastao je u četvrti (barrio) Buceo, iako je živio i u četvrtima Pocitos i Cordón. Odrastao je u obitelji poljskih Židova; otac mu je bio trgovac, a majka kazališna glumica i umjetnica. Tijekom svoje mladosti, igrao je košarku u prvoligaškoj momčadi Hebraica y Macabi te nogomet. Pohađao je Koledž Integral za koji je rekao: Pohađao sam židovsku školu i osjetio sam da sam prošao fazu u kojoj sam se htio udaljiti od tog okruženja, odnosno da razlučim bolje, htio sam ono čega nije bilo u tom sustavu vrijednosti. Neobično za židovstvo, imao je dvije bar-mizve, jer su mu roditelji bili rastavljeni. Iako je bio Židov, nije vjerovao u Boga niti se smatrao vjernikom. Već je s 14 godina počeo sklapati prijateljstva s glumcima i djelatnicima iz kazališta.
Bio je pomoćnik profesora dramskih umjetnosti na Katoličkom sveučilištu u Montevideu. 1994. godine počeo se baviti glumom i dolaziti na glumačke probe. S prijateljima i kolegama osnovao je glumačku družinu "Acapara el 522"  (Ovdje staje 522), čije je ime zapravo oblik šale jer opisuje mjesto gdje staje autobusna linija 522 u Montevideu. Družina je nastupila na Susretu maldih urugvajskih glumačkih družina u Montevideu, gdje su u konkurenciji od preko 120 družina, osvojila prvo mjesto. Nakon toga Hendler je rekao: Nakon toga, napravili smo pet radova, od čega sam tri napisao i režirao ja, a druga dva prijatelji među kojima je i glavni prijatelj u cijeloj družini Leo Maslíah. Tijekom vremena provedenog u družini s Leom Maslíahom je osnovao knjižaru, održavao radionice, snimao kratke filmove i glumio u predstavi Abulimia.
Proveo je gotovo pet godina na Arhitektonskom fakultetu Sveučilišta u Montevideu, ali je prije polaganja diplome odustao od arhitekture. Želio je biti i glazbenik, pa je četiri godine učio svirati gitaru, dok se konačno nije odlučio posvetiti glumi.

## Vanjske poveznice
- Daniel Hendler na stranicama IMDb-a (engl.)